# Batalla de Jüterbog
La batalla de Jüterbog se libró en Jüterbog el 23 de noviembre de 1644 entre Suecia y el Sacro Imperio Romano Germánico, cuyo resultado fue una victoria sueca.

## Antecedentes
El mariscal de campo Lennart Torstenson había marchado inesperadamente a Jutlandia en septiembre de 1643. Mientras realizaba operaciones allí, un ejército imperial bajo el mando del conde Matthias Gallas se aventuró hacia el norte, hacia Jutlandia, para atrapar allí al ejército sueco y destruirlo. El Emperador había recibido solicitudes de ayuda de Dinamarca, así como la garantía de que las fuerzas suecas estaban desgastadas y, por lo tanto, eran un blanco bastante fácil. Sin embargo, desde que Torstenson pensó en el ejército de Gallas de unos 15 000 hombres como una amenaza para los importantes bastiones suecos en la costa alemana del mar Báltico, mandó dar la vuelta a su ejército y dirigirse hacia el sur para enfrentarse al enemigo.
Gallas hizo que sus tropas construyeran y permanecieran detrás de abatises y atrincheramientos al sur del río Eider en Holstein, en un intento de atrapar a las fuerzas suecas en Jutlandia. La táctica falló, ya que las tropas de Torstenson maniobraron más allá del enemigo al derribar algunas posiciones imperiales y representaron una amenaza tanto para la retaguardia de Gallas como para las áreas tomadas por los imperiales más al sur. El ejército imperial comenzó a moverse hacia el sur. Durante el verano de 1644, las fuerzas de Torstenson trataron de enfrentarse al enemigo en retirada, y a fines de septiembre, una vez más se encontraron con el ejército imperial. Gallas respondió ordenando a sus tropas que construyeran fuertes posiciones defensivas y esperaran el refuerzo deseado. La parada imperial, al sur de Magdeburgo, pronto fue rodeada por los suecos, que cortaron todos los suministros para los hombres de Gallas. Finalmente, el bando Imperial se quedó sin pan y comenzaron a fallecer personas por enfermedad y hambre. Mientras un gran número de personas y animales morían, Gallas no vio otra solución más que abandonar a muchos de los enfermos, la mayor parte de su artillería, así como el equipaje, y buscar protección para sus tropas en Magdeburgo. El patrón se repitió cuando las fuerzas suecas lograron encerrar a la ciudad y cortar el suministro. Una noche, la caballería imperial intentó escapar.

## La batalla
La caballería imperial fue capturada cerca de la ciudad de Jüterbog. Casi fueron aniquilados. De una fuerza inicial de 4.000 soldados, se dice que solo un par de cientos lograron escapar. Los suecos también capturaron 3500 caballos.

## Consecuencias
Les llevó un tiempo a las fuerzas imperiales en Magdeburgo tener éxito con una escapada. Antes de que lo hicieran, tuvieron que recurrir a comer tanto a los gatos como a los perros a medida que su situación se volvía más desesperada. Muchos de ellos desertaron. La mayoría de los soldados que pretendían cambiar de bando y unirse a las fuerzas suecas, fueron juzgados como demasiado débiles y, por lo tanto, ignorados por los suecos.
Después de obtener algo de ayuda del hielo a la deriva que destrozó los puentes suecos en el río Elba, Gallas ordenó a sus tropas que hicieran un esfuerzo desesperado por escapar del cerco sueco. Consiguieron escapar a Bohemia en el sureste. De los 12,000 soldados imperiales que constituían el ejército de Gallas en el verano de 1644, alrededor de 2,000 hombres sobrevivieron. Como resultado del severo fiasco que resultó la campaña, y de los errores tácticos que cometió, Gallas fue relevado de su puesto como comandante imperial.